# Złotoryja (gromada)
Złotoryja – dawna gromada, czyli najmniejsza jednostka podziału terytorialnego Polskiej Rzeczypospolitej Ludowej w latach 1954–1972.
Gromady, z gromadzkimi radami narodowymi (GRN) jako organami władzy najniższego stopnia na wsi, funkcjonowały od reformy reorganizującej administrację wiejską przeprowadzonej jesienią 1954 do momentu ich zniesienia z dniem 1 stycznia 1973, tym samym wypierając organizację gminną w latach 1954–1972.
Gromadę Złotoryja z siedzibą GRN w mieście Złotoryi (nie wchodzącym w skład gromady) utworzono – jako jedną z 8759 gromad na obszarze Polski – w powiecie złotoryjskim w woj. wrocławskim, na mocy uchwały nr 35/54 WRN we Wrocławiu z dnia 2 października 1954. W skład jednostki weszły obszary dotychczasowych gromad: Kopacz i Wyskok ze zniesionej gminy Złotoryja, Wilków (bez 86 ha, które weszły w skład nowo utworzonej gromady Wilków) ze zniesionej gminy Nowy Kościół, Jerzmanice Zdrój ze zniesionej gminy Pielgrzymka oraz Nowa Wieś Złotoryjska ze zniesionej gminy Zagrodno w tymże powiecie. Dla gromady ustalono 21 członków gromadzkiej rady narodowej.
Gromada przetrwała do końca 1972 roku, czyli do kolejnej reformy gminnej. 1 stycznia 1973 w powiecie złotoryjskim reaktywowano gminę Złotoryja.